# Karl von Fabert (General, 1790)
Karl Josef von Fabert (* 1. Oktober 1790 in Kehl; † 12. März 1860) war ein badischer Generalmajor, der als Stammvater der badischen Pioniere gilt.

## Leben
Sein Vater war Franz Josef von Fabert (* 1751).
Fabert besuchte Schulen in Mannheim und Heidelberg. Nach seinem Abschluss trat er gegen den Willen der Eltern am 1. Juli 1808 in das Artilleriebataillon der Badischen Armee ein. Er wurde noch 1808 in die 3. Fußartillerie-Batterie unter dem späteren Generalleutnant Karl von Lassolaye (1784–1863) versetzt, die zur Unterstützung der französischen Truppen nach Spanien in Marsch gesetzt wurde. Bereits 1809 war er Sekondeleutnant. Er kämpfte in sechs Schlachten und zehn größeren Gefechten und kehrte unverwundet und gesund als Premierleutnant in die Heimat zurück. Nach der Niederlage von Napoleon Bonaparte bei Leipzig wechselte auch Baden die Seiten. Daher wurde Fabert, der sich gerade in Daix aufhielt, dort entwaffnet und gefangengesetzt. 1813 erhielt er das Ritterkreuz des Militär-Karl-Friedrich-Verdienstordens. Er kehrte 1814 zurück, nahm aber nicht mehr an Feldzug von 1814 teil, fand aber Gelegenheit, sich im Sommerfeldzug von 1815 zu beweisen.
Nach dem Krieg erhielt Fabert am 6. Oktober 1819 als Stabskapitän das Kommando über die neuerrichtete Pionier-Kompanie. Hier wurde er durch sein theoretischen und praktisches Wirken zum Begründer der badischen Pioniere. 1824 verfasste er ein Lehrbuch, dass seiner Zeit viel Aufmerksamkeit erregte. 1827 wurde er Kapitän und 1832 zum Inspekteur des Zeughauses ernannt. 1835 stieg er zum Major und 1838 zum Oberstleutnant auf. Er war inzwischen Direktor des Zeughauses geworden. Am 24. Dezember 1839 wurde er zum Mitglied des Kriegsministeriums berufen und war technischer Respizient der Ersten Sektion. 1843 erhielt er das Kommandeurkreuz II. Klasse des Ordens vom Zähringer Löwen. und avancierte am 4. November 1844 zum Oberst. Unter Verleihung des Charakters als Generalmajor trat Fabert nach 44 Dienstjahren am 23. Oktober 1852 in den Ruhestand.

## Familie
Fabert heiratete Marie Babette Folz († 1861) aus Karlsruhe. Das Paar hatte zwei Kinder:
- Karl (1823–1904), preußischer Generalmajor
- Ludwig (* 1827), Bahnamtsvorstand in Kehl[9]

## Schriften
- Praktisches Lehrbuch für Pioniere und Sappeure. 1824, Digitalisat